# Centroscymnus crepidater
Il pescecane velluto nasolungo (Centroscymnus crepidater Barbosa du Bocage & Brito Capello, 1864) è un pescecane della famiglia dei Somniosidi diffuso circumglobalmente nei mari subtropicali dell'emisfero australe a profondità comprese tra i 230 e i 1500 m. Raggiunge la lunghezza di 130 cm.